# ۱-نفتول
۱-نفتول (به انگلیسی: 1-Naphthol) با فرمول شیمیایی C۱۰H۸O یک ترکیب شیمیایی با شناسه پاب‌کم ۷۰۰۵ است. که جرم مولی آن ۱۴۴٫۱۷ g/mol می‌باشد. شکل ظاهری این ترکیب، بی رنگ یا جامد سفید است.